# Prix Albert Brachet
Le Prix Albert Brachet  est un prix scientifique de l'Académie royale des sciences, des lettres et des beaux-arts de Belgique.
Cette récompense triennale, créée en hommage à Albert Brachet (1869-1930), est décernée au meilleur travail original en embryologie, de préférence en embryologie causale.

## Lauréats[2]
- 1934 - Conrad Hal Waddington
- 1937 - Sven Hörstadius (en)
- 1940 - Albert Dalcq
- 1943 - Jean Jules Pasteels
- 1946 - Christian-P. Raven
- 1949 - Étienne Charles Wolff
- 1952 - Jean Brachet[3]
- 1955 - Honor Fell (en)[4]
- 1958 - Clifford Grobstein (en)[5]
- 1961 - Adrienne Ficq[6]
- 1964 - Ernst Hadorn (en)[7]
- 1967 - John Gurdon[8]
- 1970 - Julien Fautrez et son épouse[9]
- 1973 - Alberto Monroy (it)[10]
- 1976 - Christian Thomas[11]
- 1979 - André Tarkowski[12]
- 1985 - Henri Alexandre[13]
- 1988 - Martin Hume Johnson (en)[14]
- 1991 - Jean Milaire[15]
- 1994 - Pierre Guerrier[16]
- 1997 - Christine Dambly-Chaudière et Alain Ghysen[17]
- 2000 - Bernard Maro[18]
- 2003 - Richard Gardner (en)[19]
- 2006 - Isabelle Donnay[20]
- 2009 - Elisabeth Christians[21]
- 2012 -
- 2015 -
- 2018 - Marie-Hélène Verlhac
- 2021 -

1. ↑  Académie royale des sciences, des lettres et des beaux-arts de Belgique, « Prix Albert Brachet » [archive du 24 octobre 2016] (consulté le 24 octobre 2016)
2. ↑  Académie royale des sciences, des lettres et des beaux-arts de Belgique, « Prix Albert Brachet » [archive du 24 octobre 2016] (consulté le 24 octobre 2016)
3. ↑  Albert Dalcq, Pol Gérard, Marc de Selys-Longchamps et Paul Debaisieux, « Prix Albert Brachet (7e période, 1950-1952) : Rapport des Commissaires », Bulletins de l'Académie Royale de Belgique, vol. 39, no 1,‎ 1953, p. 230–231 (lire en ligne, consulté le 1er décembre 2023)
4. ↑  Pol Gérard, Paul Debaisieux, Jacques M. Pasteels et Albert Dalcq, « Prix Albert Brachet (8e période, 1953-1955) : Rapport des commissaires », Bulletins de l'Académie Royale de Belgique, vol. 42, no 1,‎ 1956, p. 528–529 (lire en ligne, consulté le 1er décembre 2023)
5. ↑  « Prix Albert Brachet (9e période triennale 1956-1958) », Bulletins de l'Académie Royale de Belgique, vol. 45, no 1,‎ 1959, p. 353–354 (lire en ligne, consulté le 1er décembre 2023)
6. ↑  Jean Brachet, « Prix Albert Brachet. (10e période triennale, 1959-1961). Résumé des conclusions du Jury », Bulletins de l'Académie Royale de Belgique, vol. 48, no 1,‎ 1962, p. 373–374 (lire en ligne, consulté le 1er décembre 2023)
7. ↑  Jean J. Pasteels, Paul Debaisieux et Albert Dalcq, « Prix Albert Brachet (11e période triennale, 1962-1964). Rapport du Jury », Bulletins de l'Académie Royale de Belgique, vol. 51, no 1,‎ 1965, p. 629–629 (lire en ligne, consulté le 1er décembre 2023)
8. ↑  Paul Debaisieux, Albert Dalcq, Jean Brachet et Jean J. Pasteels, « Prix Albert Brachet (12e période triennale, 1965-1967). Rapport du Jury », Bulletins de l'Académie Royale de Belgique, vol. 54, no 1,‎ 1968, p. 200–200 (lire en ligne, consulté le 1er décembre 2023)
9. ↑  Paul Debaisieux, Albert Dalcq, Jean Brachet et Jacques M. Pasteels, « Prix Albert Brächet (13e période triennale, 1968-1970) : Rapport du Jury », Bulletins de l'Académie Royale de Belgique, vol. 57, no 1,‎ 1971, p. 233–233 (lire en ligne, consulté le 1er décembre 2023)
10. ↑  Paul Brien, Jean J. Pasteels et Jean Brachet, « Prix Albert Brachet (14e période triennale, 1971-1973). Rapport du Jury », Bulletins de l'Académie Royale de Belgique, vol. 60, no 1,‎ 1974, p. 663–664 (lire en ligne, consulté le 1er décembre 2023)
11. ↑  Jean Brachet, Jean J. Pasteels et Henriette Herlant-Meewis, « Prix Albert Brachet (15e période triennale, 1974-1976). Rapport du Jury », Bulletins de l'Académie Royale de Belgique, vol. 63, no 1,‎ 1977, p. 353–353 (lire en ligne, consulté le 1er décembre 2023)
12. ↑  Zénon Marcel Bacq, Jean Brachet, Henriette Herlant-Meewis et Jacques M. Pasteels, « Prix Albert Brachet (16e période triennale, 1977-1979). Rapport du Jury », Bulletins de l'Académie Royale de Belgique, vol. 66, no 1,‎ 1980, p. 200–201 (lire en ligne, consulté le 1er décembre 2023)
13. ↑  « Prix Albert Brachet (18e période triennale, 1er janvier 1983-31 décembre 1985) », Bulletins de l'Académie Royale de Belgique, vol. 72, no 1,‎ 1986, p. 180–180 (lire en ligne, consulté le 1er décembre 2023)
14. ↑  Jean J. Pasteels, Jacques Mulnard, Henriette Herlant-Meewis et L. Vakaet, « Prix Albert Brächet (19e période triennale, 1er janvier 1986 - 31 décembre 1988). Rapport du jury », Bulletins de l'Académie Royale de Belgique, vol. 75, no 1,‎ 1989, p. 76–76 (lire en ligne, consulté le 1er décembre 2023)
15. ↑  « Prix Albert Brachet », Bulletins de l'Académie Royale de Belgique, vol. 3, no 12,‎ 1992, p. 463–463 (lire en ligne, consulté le 1er décembre 2023)
16. ↑  « Prix et Fondations académiques : rapports des jurys », Bulletins de l'Académie Royale de Belgique, vol. 6, no 7,‎ 1995, p. 449–451 (lire en ligne, consulté le 1er décembre 2023)
17. ↑  « Prix et Fondations académiques : rapports des jurys », Bulletins de l'Académie Royale de Belgique, vol. 9, no 7,‎ 1998, p. 473–474 (lire en ligne, consulté le 1er décembre 2023)
18. ↑  « Prix de Fondations : rapports des jurys », Bulletins de l'Académie Royale de Belgique, vol. 12, no 7,‎ 2001, p. 337–338 (lire en ligne, consulté le 1er décembre 2023)
19. ↑  « Procès-verbal de la séance du samedi 2 octobre 2004 », Bulletins de l'Académie Royale de Belgique, vol. 15, no 7,‎ 2004, p. 325–328 (lire en ligne, consulté le 1er décembre 2023)
20. ↑  « Proclamation des résultats de Concours annuels et de Prix de Fondations académiques », Bulletins de l'Académie Royale de Belgique, vol. 18, no 7,‎ 2007, p. 389–393 (lire en ligne, consulté le 1er décembre 2023)
21. ↑  Académie Royale des Sciences, des Lettres et des Beaux-Arts de Belgique, « Classe des Sciences - Séance publique du 10 décembre 2010 - Proclamation » (consulté le 4 décembre 2023)